# Ogden, Québec
Ogden är en kommun i provinsen Québec i Kanada. Den ligger i regionen Estrie, i den sydöstra delen av landet, 280 km öster om huvudstaden Ottawa.
Kommunen är officiellt tvåspråkig (franska och engelska), med 52 % engelsktalande och 47 % fransktalande (modersmålstalare) vid folkräkningen 2021.